# Nordin Amrabat
Nordin Amrabat (in arabo نورالدين أمرابط‎?, Nûreddin Emrâbat; Naarden, 31 marzo 1987) è un calciatore marocchino con cittadinanza olandese, centrocampista dell'Wydad Casablanca.

## Biografia
È il fratello maggiore di Sofyan, e cugino di Moutaabid Walid e Selman Hajoubi anch'essi calciatori.
Molto legato al fratello Sofyan, si è sempre confrontato con quest'ultimo per quanto riguarda le decisioni da prendere (se rimanere in una squadra o trasferirsi in un'altra) e per questo motivo ha avuto diversi scontri con le dirigenze delle squadre in cui ha militato il fratello centrocampista, Fiorentina e Manchester Utd su tutte.

## Caratteristiche tecniche
Si tratta di un'ala forte fisicamente, con buone capacità nel dribbling e nel tiro dalla distanza.

## Carriera

### Club

#### Gli inizi
Amrabat ha iniziato la sua carriera nel club dilettantistico HSV De Zuidvogels. In giovane età ha giocato per l'Ajax, ma nell'estate del 2006, dopo tre stagioni all'Ajax, ha avuto dei problemi fisici ed è stato trasferito al SV Huizen. Dopo una stagione è passato all'Omniworld. Nello stesso periodo ha debuttato nelle Nazionali giovanili olandesi.
Il 3 marzo 2008 passa al PSV Eindhoven, un contratto di quattro anni. Ha preso la maglia numero 11, precedentemente indossata da Kenneth Perez. Il 16 settembre 2008 ha esordito in Champions League nella partita contro l'Atlético Madrid persa per 3-0.

#### Kayserispor
Nel gennaio 2011 è stato acquistato dal club turco del Kayserispor. Il 24 gennaio 2011 ha esordito in Süper Lig nella partita contro l'Istanbul B.B., in cui ha anche segnato il suo primo gol con la nuova squadra e ha fornito un assist.

#### Galatasaray
Dopo la dichiarazione pubblica del giocatore di voler essere ceduto al Galatasaray, fu relegato in panchina dal coach Shota Arveladze del Kayserispor.
Il 19 luglio 2012 firma un contratto quinquennale con il Galatasaray e trova l'accordo a 1 milione euro a stagione con un aumento di 100.000 euro a stagione più un bonus a partita giocata di 17.500 euro. Il suo primo gol lo segna all'Antalyaspor nella quarta giornata del Super lig giocato il 15 settembre 2012.

#### Málaga
Il 31 gennaio 2014 si trasferisce al Malaga in prestito con diritto di riscatto. Il 4 maggio 2015 viene riscattato per 3.5 milioni di euro.

#### Watford
Il 18 gennaio 2016 viene ceduto a titolo definitivo agli inglesi del Watford per 8.5 milioni di euro.

#### Leganés
Il 1º settembre 2017, nonostante avesse già disputato 3 partite in campionato con il Watford, viene ceduto dagli inglesi in prestito al Leganés, tornando così a giocare nella Liga spagnola; il prestito si è rivelato ottimo in quanto le sue ottime prestazioni gli hanno permesso di andare ai Mondiali con la sua Nazionale.

#### Al-Nassr

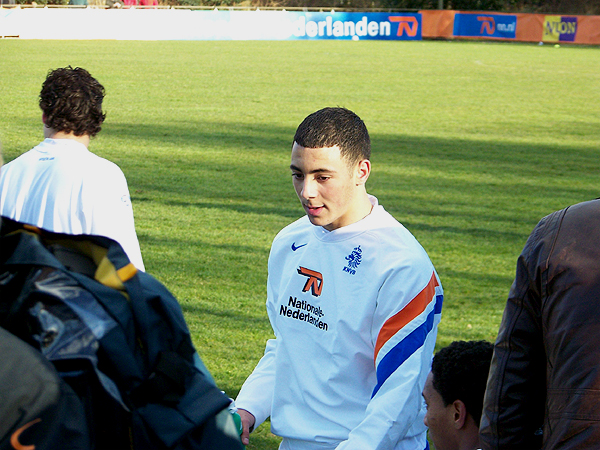
Amrabat con la nazionale olandese Under-21

Il 17 luglio 2018 si trasferisce all'Al-Nassr.

#### AEK Atene
Il 16 agosto 2021 fa ritorno in Europa, firmando per i greci dell'AEK Atene.

### Nazionale
Amrabat ha giocato per le nazionali giovanili olandesi ma non ha mai esordito con la nazionale maggiore. Ha quindi deciso di giocare per il Marocco, esordendo nel novembre 2011.
Dopo aver disputato due edizioni della Coppa d'Africa con i Leoni dell'Atlante nel 2018 (insieme al fratello Sofyan tra l'altro) viene convocato dal C.T. Hervé Renard per disputare con la Nazionale i Mondiali in Russia. Gioca tutte e 3 le partite della sua squadra che esce al primo turno con 1 punto. Al termine della terza sfida pareggiata per 2-2 contro la Spagna Amrabat ha contestato pubblicamente l'operato della VAR. La federazione calcistica marocchina ha ricevuto 50000 dollari di multa per questo episodio. Tra l'altro per aver giocato nella seconda sfida contro il Portogallo (persa 1-0) la federazione marocchina è stata criticata visto che Amrabat nella prima sfida del gruppo era uscito dal campo con un infortunio alla testa.

## Statistiche

### Presenze e reti nei club
Statistiche aggiornate al 24 agosto 2024.
| Stagione           | Squadra            | Campionato         | Campionato | Campionato | Coppe nazionali | Coppe nazionali | Coppe nazionali | Coppe continentali | Coppe continentali | Coppe continentali | Altre coppe | Altre coppe | Altre coppe | Totale | Totale | Totale |
| Stagione           | Squadra            | Comp               | Pres       | Reti       | Comp            | Pres            | Reti            | Comp               | Pres               | Reti               | Comp        | Pres        | Reti        | Pres   | Reti   |        |
| ------------------ | ------------------ | ------------------ | ---------- | ---------- | --------------- | --------------- | --------------- | ------------------ | ------------------ | ------------------ | ----------- | ----------- | ----------- | ------ | ------ | ------ |
| 2008-2009          | PSV                | ED                 | 25         | 5          | CO              | 1               | 0               | UCL                | 3                  | 0                  | SO          | 1           | 0           | 30     | 5      |        |
| 2009-2010          | PSV                | ED                 | 25         | 3          | CO              | 3               | 1               | UEL                | 4                  | 1                  | -           | -           | -           | 32     | 5      |        |
| 2010-gen. 2011     | PSV                | ED                 | 6          | 1          | CO              | 2               | 1               | UEL                | 5                  | 0                  | -           | -           | -           | 13     | 2      |        |
| Totale PSV         | Totale PSV         | Totale PSV         | 56         | 9          |                 | 6               | 2               |                    | 12                 | 1                  |             | 1           | 0           | 75     | 12     |        |
| gen.-giu. 2011     | Kayserispor        | SL                 | 14         | 1          | TK              | -               | -               | -                  | -                  | -                  | -           | -           | -           | 14     | 1      |        |
| 2011-2012          | Kayserispor        | SL                 | 24         | 5          | TK              | 2               | 1               | -                  | -                  | -                  | -           | -           | -           | 26     | 6      |        |
| Totale Kayserispor | Totale Kayserispor | Totale Kayserispor | 38         | 6          |                 | 2               | 1               |                    | -                  | -                  |             | -           | -           | 40     | 7      |        |
| 2012-2013          | Galatasaray        | SL                 | 30         | 1          | TK              | 2               | 0               | UCL                | 10                 | 0                  | ST          | 1           | 0           | 43     | 1      |        |
| 2013-gen. 2014     | Galatasaray        | SL                 | 4          | 0          | TK              | 3               | 2               | UCL                | 5                  | 0                  | ST          | 1           | 0           | 13     | 2      |        |
| Totale Galatasaray | Totale Galatasaray | Totale Galatasaray | 34         | 1          |                 | 5               | 2               |                    | 15                 | 0                  |             | 2           | 0           | 56     | 3      |        |
| gen.-giu. 2014     | Málaga             | PD                 | 15         | 2          | CR              | -               | -               | -                  | -                  | -                  | -           | -           | -           | 15     | 2      |        |
| 2014-2015          | Málaga             | PD                 | 31         | 6          | CR              | 4               | 0               | -                  | -                  | -                  | -           | -           | -           | 35     | 6      |        |
| 2015-gen. 2016     | Málaga             | PD                 | 13         | 0          | CR              | 1               | 0               | -                  | -                  | -                  | -           | -           | -           | 14     | 0      |        |
| Totale Málaga      | Totale Málaga      | Totale Málaga      | 59         | 8          |                 | 5               | 0               |                    | -                  | -                  |             | -           | -           | 64     | 8      |        |
| gen.-giu. 2016     | Watford            | PL                 | 12         | 0          | FACup+CdL       | 3+0             | 0               | -                  | -                  | -                  | -           | -           | -           | 15     | 0      |        |
| 2016-2017          | Watford            | PL                 | 29         | 0          | FACup+CdL       | 0               | 0               | -                  | -                  | -                  | -           | -           | -           | 29     | 0      |        |
| set. 2017          | Watford            | PL                 | 3          | 0          | FACup+CdL       | 0+1             | 0               | -                  | -                  | -                  | -           | -           | -           | 4      | 0      |        |
| Totale Watford     | Totale Watford     | Totale Watford     | 44         | 0          |                 | 4               | 0               |                    | -                  | -                  |             | -           | -           | 48     | 0      |        |
| set. 2017-2018     | Leganés            | PD                 | 30         | 2          | CR              | 5               | 1               | -                  | -                  | -                  | -           | -           | -           | 35     | 3      |        |
| 2018-2019          | Al-Nassr           | SPL                | 26         | 5          | KCC             | 2               | 0               | ACL                | 2                  | 0                  | -           | -           | -           | 30     | 5      |        |
| 2019-2020          | Al-Nassr           | SPL                | 29         | 4          | KCC             | 4               | 1               | ACL                | 2                  | 0                  | SA          | 1           | 0           | 36     | 5      |        |
| 2020-2021          | Al-Nassr           | SPL                | 25         | 6          | KCC             | 3               | 1               | ACL                | 5                  | 0                  | SA          | 1           | 0           | 34     | 7      |        |
| Totale Al-Nassr    | Totale Al-Nassr    | Totale Al-Nassr    | 80         | 15         |                 | 9               | 2               |                    | 9                  | 0                  |             | 2           | 0           | 100    | 17     |        |
| 2021-2022          | AEK Atene          | SL                 | 21+8       | 3+3        | CG              | 2               | 0               | UECL               | -                  | -                  | -           | -           | -           | 31     | 6      |        |
| 2022-2023          | AEK Atene          | SL                 | 23+8       | 8          | CG              | 3               | 0               | -                  | -                  | -                  | -           | -           | -           | 34     | 8      |        |
| 2023-2024          | AEK Atene          | SL                 | 18+9       | 4+2        | CG              | 2               | 0               | UCL+UEL            | 4+6                | 0                  | -           | -           | -           | 39     | 6      |        |
| 2024-2025          | AEK Atene          | SL                 | 2          | 0          | CG              | 0               | 0               | UECL               | 3                  | 1                  | -           | -           | -           | 5      | 1      |        |
| Totale AEK Atene   | Totale AEK Atene   | Totale AEK Atene   | 89         | 20         |                 | 7               | 0               |                    | 13                 | 1                  |             | -           | -           | 109    | 21     |        |
| Totale carriera    | Totale carriera    | Totale carriera    | 430        | 61         |                 | 43              | 8               |                    | 49                 | 2                  |             | 5           | 0           | 527    | 71     |        |

### Cronologia presenze e reti in nazionale
| Cronologia completa delle presenze e delle reti in nazionale ― Marocco | Cronologia completa delle presenze e delle reti in nazionale ― Marocco | Cronologia completa delle presenze e delle reti in nazionale ― Marocco | Cronologia completa delle presenze e delle reti in nazionale ― Marocco | Cronologia completa delle presenze e delle reti in nazionale ― Marocco | Cronologia completa delle presenze e delle reti in nazionale ― Marocco | Cronologia completa delle presenze e delle reti in nazionale ― Marocco | Cronologia completa delle presenze e delle reti in nazionale ― Marocco |
| Data                                                                   | Città                                                                  | In casa                                                                | Risultato                                                              | Ospiti                                                                 | Competizione                                                           | Reti                                                                   | Note                                                                   |
| ---------------------------------------------------------------------- | ---------------------------------------------------------------------- | ---------------------------------------------------------------------- | ---------------------------------------------------------------------- | ---------------------------------------------------------------------- | ---------------------------------------------------------------------- | ---------------------------------------------------------------------- | ---------------------------------------------------------------------- |
| 11-11-2011                                                             | Marrakech                                                              | Marocco                                                                | 0 – 1                                                                  | Uganda                                                                 | Amichevole                                                             | -                                                                      | 67’                                                                    |
| 13-11-2011                                                             | Marrakech                                                              | Marocco                                                                | 1 – 1 (2 – 4 dtr)                                                      | Camerun                                                                | Amichevole                                                             | 1                                                                      | 46’                                                                    |
| 23-1-2012                                                              | Libreville                                                             | Marocco                                                                | 1 – 2                                                                  | Tunisia                                                                | Coppa d'Africa 2012 - 1º turno                                         | -                                                                      |                                                                        |
| 27-1-2012                                                              | Libreville                                                             | Gabon                                                                  | 3 – 2                                                                  | Marocco                                                                | Coppa d'Africa 2012 - 1º turno                                         | -                                                                      | 46’                                                                    |
| 31-1-2012                                                              | Libreville                                                             | Niger                                                                  | 0 – 1                                                                  | Marocco                                                                | Coppa d'Africa 2012 - 1º turno                                         | -                                                                      | 90+3’                                                                  |
| 29-2-2012                                                              | Marrakech                                                              | Marocco                                                                | 2 – 0                                                                  | Burkina Faso                                                           | Amichevole                                                             | -                                                                      | 61’                                                                    |
| 25-5-2012                                                              | Marrakech                                                              | Marocco                                                                | 0 – 1                                                                  | Senegal                                                                | Amichevole                                                             | -                                                                      | 46’                                                                    |
| 2-6-2012                                                               | Banjul                                                                 | Gambia                                                                 | 1 – 1                                                                  | Marocco                                                                | Qual. Mondiali 2014                                                    | -                                                                      | 46’                                                                    |
| 9-6-2012                                                               | Marrakech                                                              | Marocco                                                                | 2 – 2                                                                  | Costa d'Avorio                                                         | Qual. Mondiali 2014                                                    | -                                                                      | 75’ 78’                                                                |
| 13-10-2012                                                             | Marrakech                                                              | Marocco                                                                | 4 – 0                                                                  | Mozambico                                                              | Qual. Coppa d'Africa 2013                                              | 1                                                                      | 67’                                                                    |
| 14-11-2012                                                             | Casablanca                                                             | Marocco                                                                | 0 – 1                                                                  | Togo                                                                   | Amichevole                                                             | -                                                                      | 46’                                                                    |
| 8-1-2013                                                               | Johannesburg                                                           | Zambia                                                                 | 0 – 0                                                                  | Marocco                                                                | Amichevole                                                             | -                                                                      | 46’                                                                    |
| 12-1-2013                                                              | Johannesburg                                                           | Namibia                                                                | 1 – 2                                                                  | Marocco                                                                | Amichevole                                                             | -                                                                      | 60’                                                                    |
| 19-1-2013                                                              | Johannesburg                                                           | Angola                                                                 | 0 – 0                                                                  | Marocco                                                                | Coppa d'Africa 2013 - 1º turno                                         | -                                                                      |                                                                        |
| 23-1-2013                                                              | Durban                                                                 | Marocco                                                                | 1 – 1                                                                  | Capo Verde                                                             | Coppa d'Africa 2013 - 1º turno                                         | -                                                                      | 46’                                                                    |
| 24-3-2013                                                              | Dar-es-Salaam                                                          | Tanzania                                                               | 3 – 1                                                                  | Marocco                                                                | Qual. Mondiali 2014                                                    | -                                                                      | 78’                                                                    |
| 14-8-2013                                                              | Tangeri                                                                | Marocco                                                                | 1 – 2                                                                  | Burkina Faso                                                           | Amichevole                                                             | -                                                                      | 61’                                                                    |
| 5-3-2014                                                               | Marrakech                                                              | Marocco                                                                | 1 – 1                                                                  | Gabon                                                                  | Amichevole                                                             | -                                                                      | 63’                                                                    |
| 3-9-2014                                                               | Casablanca                                                             | Marocco                                                                | 0 – 0                                                                  | Qatar                                                                  | Amichevole                                                             | -                                                                      | 72’                                                                    |
| 7-9-2014                                                               | Marrakech                                                              | Marocco                                                                | 3 – 0                                                                  | Libia                                                                  | Amichevole                                                             | -                                                                      |                                                                        |
| 9-10-2014                                                              | Marrakech                                                              | Marocco                                                                | 4 – 0                                                                  | Rep. Centrafricana                                                     | Amichevole                                                             | -                                                                      |                                                                        |
| 13-10-2014                                                             | Marrakech                                                              | Marocco                                                                | 3 – 0                                                                  | Kenya                                                                  | Amichevole                                                             | -                                                                      | 63’                                                                    |
| 13-11-2014                                                             | Agadir                                                                 | Marocco                                                                | 6 – 1                                                                  | Benin                                                                  | Amichevole                                                             | 1                                                                      | 21’                                                                    |
| 28-3-2015                                                              | Agadir                                                                 | Marocco                                                                | 0 – 1                                                                  | Uruguay                                                                | Amichevole                                                             | -                                                                      | 75’                                                                    |
| 12-6-2015                                                              | Agadir                                                                 | Marocco                                                                | 1 – 0                                                                  | Libia                                                                  | Qual. Coppa d'Africa 2017                                              | -                                                                      | 89’                                                                    |
| 5-9-2015                                                               | São Tomé                                                               | São Tomé e Príncipe                                                    | 0 – 3                                                                  | Marocco                                                                | Qual. Coppa d'Africa 2017                                              | 1                                                                      | 78’                                                                    |
| 26-3-2016                                                              | Praia                                                                  | Capo Verde                                                             | 0 – 1                                                                  | Marocco                                                                | Qual. Coppa d'Africa 2017                                              | -                                                                      | 67’                                                                    |
| 29-3-2016                                                              | Marrakech                                                              | Marocco                                                                | 2 – 0                                                                  | Capo Verde                                                             | Qual. Coppa d'Africa 2017                                              | -                                                                      | 46’                                                                    |
| 27-5-2016                                                              | Tangeri                                                                | Marocco                                                                | 2 – 0                                                                  | Rep. del Congo                                                         | Amichevole                                                             | -                                                                      | 75’                                                                    |
| 3-6-2016                                                               | Radès                                                                  | Libia                                                                  | 1 – 1                                                                  | Marocco                                                                | Qual. Coppa d'Africa 2017                                              | -                                                                      |                                                                        |
| 31-8-2016                                                              | Scutari                                                                | Albania                                                                | 0 – 0                                                                  | Marocco                                                                | Amichevole                                                             | -                                                                      | 82’                                                                    |
| 8-10-2016                                                              | Franceville                                                            | Gabon                                                                  | 0 – 0                                                                  | Marocco                                                                | Qual. Mondiali 2018                                                    | -                                                                      |                                                                        |
| 12-11-2016                                                             | Marrakech                                                              | Marocco                                                                | 0 – 0                                                                  | Costa d'Avorio                                                         | Qual. Mondiali 2018                                                    | -                                                                      |                                                                        |
| 15-11-2016                                                             | Marrakech                                                              | Marocco                                                                | 2 – 1                                                                  | Togo                                                                   | Amichevole                                                             | -                                                                      | 46’                                                                    |
| 31-5-2017                                                              | Marrakech                                                              | Marocco                                                                | 1 – 2                                                                  | Paesi Bassi                                                            | Amichevole                                                             | -                                                                      | 85’                                                                    |
| 10-6-2017                                                              | Yaoundé                                                                | Camerun                                                                | 1 – 0                                                                  | Marocco                                                                | Qual. Coppa d'Africa 2019                                              | -                                                                      |                                                                        |
| 1-9-2017                                                               | Rabat                                                                  | Marocco                                                                | 6 – 0                                                                  | Mali                                                                   | Qual. Mondiali 2018                                                    | -                                                                      | 74’                                                                    |
| 5-9-2017                                                               | Bamako                                                                 | Mali                                                                   | 0 – 0                                                                  | Marocco                                                                | Qual. Mondiali 2018                                                    | -                                                                      | 82’                                                                    |
| 7-10-2017                                                              | Casablanca                                                             | Marocco                                                                | 3 – 0                                                                  | Gabon                                                                  | Qual. Mondiali 2018                                                    | -                                                                      | 89’                                                                    |
| 11-11-2017                                                             | Abidjan                                                                | Costa d'Avorio                                                         | 0 – 2                                                                  | Marocco                                                                | Qual. Mondiali 2018                                                    | -                                                                      |                                                                        |
| 23-3-2018                                                              | Torino                                                                 | Serbia                                                                 | 1 – 2                                                                  | Marocco                                                                | Amichevole                                                             | -                                                                      |                                                                        |
| 31-5-2018                                                              | Ginevra                                                                | Marocco                                                                | 0 – 0                                                                  | Ucraina                                                                | Amichevole                                                             | -                                                                      | 72’                                                                    |
| 4-6-2018                                                               | Ginevra                                                                | Slovacchia                                                             | 1 – 2                                                                  | Marocco                                                                | Amichevole                                                             | -                                                                      |                                                                        |
| 9-6-2018                                                               | Tallinn                                                                | Estonia                                                                | 1 – 3                                                                  | Marocco                                                                | Amichevole                                                             | -                                                                      | 53’ 63’                                                                |
| 15-6-2018                                                              | San Pietroburgo                                                        | Marocco                                                                | 0 – 1                                                                  | Iran                                                                   | Mondiali 2018 - 1º turno                                               | -                                                                      | 76’                                                                    |
| 20-6-2018                                                              | Mosca                                                                  | Portogallo                                                             | 1 – 0                                                                  | Marocco                                                                | Mondiali 2018 - 1º turno                                               | -                                                                      |                                                                        |
| 25-6-2018                                                              | Kaliningrad                                                            | Spagna                                                                 | 2 – 2                                                                  | Marocco                                                                | Mondiali 2018 - 1º turno                                               | -                                                                      | 29’                                                                    |
| 8-9-2018                                                               | Casablanca                                                             | Marocco                                                                | 3 – 0                                                                  | Malawi                                                                 | Qual. Coppa d'Africa 2019                                              | -                                                                      |                                                                        |
| 13-10-2018                                                             | Casablanca                                                             | Marocco                                                                | 1 – 0                                                                  | Comore                                                                 | Qual. Coppa d'Africa 2019                                              | -                                                                      |                                                                        |
| 16-10-2018                                                             | Mitsamiouli                                                            | Comore                                                                 | 2 – 2                                                                  | Marocco                                                                | Qual. Coppa d'Africa 2019                                              | 1                                                                      | 90’                                                                    |
| 16-11-2018                                                             | Casablanca                                                             | Marocco                                                                | 2 – 0                                                                  | Camerun                                                                | Qual. Coppa d'Africa 2019                                              | -                                                                      |                                                                        |
| 20-11-2018                                                             | Radès                                                                  | Tunisia                                                                | 0 – 1                                                                  | Marocco                                                                | Amichevole                                                             | -                                                                      | 58’ 85’                                                                |
| 12-6-2019                                                              | Marrakech                                                              | Marocco                                                                | 0 – 1                                                                  | Gambia                                                                 | Amichevole                                                             | -                                                                      | 46’                                                                    |
| 16-6-2019                                                              | Marrakech                                                              | Marocco                                                                | 2 – 3                                                                  | Zambia                                                                 | Amichevole                                                             | -                                                                      |                                                                        |
| 23-6-2019                                                              | Il Cairo                                                               | Marocco                                                                | 1 – 0                                                                  | Namibia                                                                | Coppa d'Africa 2019 - 1º turno                                         | -                                                                      |                                                                        |
| 28-6-2019                                                              | Il Cairo                                                               | Marocco                                                                | 1 – 0                                                                  | Costa d'Avorio                                                         | Coppa d'Africa 2019 - 1º turno                                         | -                                                                      | 82’                                                                    |
| 1-7-2019                                                               | Il Cairo                                                               | Sudafrica                                                              | 0 – 1                                                                  | Marocco                                                                | Coppa d'Africa 2019 - 1º turno                                         | -                                                                      |                                                                        |
| 5-7-2019                                                               | Il Cairo                                                               | Marocco                                                                | 1 – 1 dts (1 – 4 dtr)                                                  | Benin                                                                  | Coppa d'Africa 2019 - Ottavi di finale                                 | -                                                                      | 88’                                                                    |
| 6-9-2019                                                               | Marrakech                                                              | Marocco                                                                | 1 – 1                                                                  | Burkina Faso                                                           | Amichevole                                                             | -                                                                      | 43’ 62’                                                                |
| 10-9-2019                                                              | Marrakech                                                              | Marocco                                                                | 1 – 0                                                                  | Niger                                                                  | Amichevole                                                             | -                                                                      | 65’                                                                    |
| 11-10-2019                                                             | Oujda                                                                  | Marocco                                                                | 1 – 1                                                                  | Libia                                                                  | Amichevole                                                             | -                                                                      | 60’                                                                    |
| 15-10-2019                                                             | Tangeri                                                                | Marocco                                                                | 2 – 3                                                                  | Gabon                                                                  | Amichevole                                                             | 2                                                                      | cap. 86’                                                               |
| 15-11-2019                                                             | Rabat                                                                  | Marocco                                                                | 0 – 0                                                                  | Mauritania                                                             | Qual. Coppa d'Africa 2021                                              | -                                                                      | 68’                                                                    |
| 19-11-2019                                                             | Bujumbura                                                              | Burundi                                                                | 0 – 3                                                                  | Marocco                                                                | Qual. Coppa d'Africa 2021                                              | -                                                                      | 84’                                                                    |
| Totale                                                                 |                                                                        | Presenze                                                               | 64                                                                     |                                                                        | Reti                                                                   | 7                                                                      |                                                                        |

## Palmarès

### Club

#### Competizioni nazionali
- Supercoppa dei Paesi Bassi: 1

PSV: 2008
- Supercoppa di Turchia: 2

Galatasaray: 2012, 2013
- Campionato turco: 1

Galatasaray: 2012-2013
- Campionato saudita: 1

Al Nassr: 2018-2019
- Supercoppa saudita: 2

Al Nassr: 2019, 2020
- Campionato greco: 1

AEK Atene: 2022-2023
- Coppa di Grecia: 1

AEK Atene: 2022-2023